# Haas VF-18
Der Haas VF-18 ist der Formel-1-Rennwagen von Haas für die Formel-1-Weltmeisterschaft 2018. Er ist der dritte Formel-1-Wagen des Teams und wurde als erstes Fahrzeug der Formel-1-Weltmeisterschaft 2018 am 14. Februar 2018 auf der Internetseite des Teams präsentiert.
Die Bezeichnung des Wagens ist eine Anspielung auf die VF-1, die erste CNC-Maschine, die Haas Automation produzierte. Obwohl das V dabei für vertical steht, wurde der Name der Maschine firmenintern als Abkürzung für Very First One (deutsch: Allererste) verwendet.

## Technik und Entwicklung
Wie alle Formel-1-Fahrzeuge des Jahres 2018 ist der VF-18 ein hinterradangetriebener Monoposto mit einem Monocoque aus kohlenstofffaserverstärktem Kunststoff (CFK). Außer dem Monocoque bestehen viele weitere Teile des Fahrzeugs, darunter die Karosserieteile und das Lenkrad aus CFK. Auch die Bremsscheiben sind aus einem hitzebeständigen kohlenstofffaserverstärktem Verbundmaterial.
Da das technische Reglement zur Saison 2018 weitgehend stabil blieb, ist der VF-18 zum größten Teil aus dem Vorgängermodell VF-17 weiter entwickelt.
Angetrieben wird der VF-18 von einem in der Fahrzeugmitte montierten 1,6-Liter-V6-Motor von Ferrari mit einem Turbolader sowie einem 120 kW starken Elektromotor, es ist also ein Hybridelektrokraftfahrzeug. Das sequentielle Getriebe des Wagens wird von Ferrari geliefert und hat acht Gänge. Der Gangwechsel wird über Schaltwippen am Lenkrad ausgelöst. Haas verwendet auch die Hinterradaufhängung von Ferrari. Das Fahrzeug hat nur zwei Pedale, ein Gaspedal (rechts) und ein Bremspedal (links). Genau wie viele andere Funktionen wird die Kupplung, die nur beim Anfahren aus dem Stand verwendet wird, über einen Hebel am Lenkrad bedient.
Die Gesamtbreite des Fahrzeugs beträgt 2000 mm, die Breite zwischen Vorder- und Hinterachse 1600 mm, die Höhe 950 mm. Der Frontflügel hat eine Breite von 1800 mm, der Heckflügel von 950 mm sowie eine Höhe von 800 mm. Der Diffusor hat eine Gesamthöhe von 175 mm sowie eine Breite von 1050 mm. Der Wagen ist mit 305 mm breiten Vorderreifen und mit 405 mm breiten Hinterreifen des Einheitslieferanten Pirelli ausgestattet, die auf 13-Zoll-Rädern montiert sind.
Der VF-18 hat, wie alle Formel-1-Fahrzeuge seit 2011, ein Drag Reduction System (DRS), das durch Flachstellen eines Teils des Heckflügels den Luftwiderstand des Fahrzeugs auf den Geraden verringert, wenn es eingesetzt werden darf. Auch das DRS wird mit einem Schalter am Lenkrad des Wagens aktiviert.
Anders als sein Vorgängermodell, ist der VF-18 mit dem Halo-System ausgestattet, das einen zusätzlichen Schutz für den Kopf des Fahrers bietet. Durch dieses System erhöht sich das Gewicht des Fahrzeugs auf 733 kg. Die auffällige Finne an der Motorabdeckung, die das Vorgängermodell hatte, ist wegen einer Änderung des technischen Reglements deutlich kleiner.
Der Frontflügel des Fahrzeugs ist deutlich komplexer gestaltet, als dies noch beim VF-17 der Fall war. Auch die Befestigung des Flügels wurde verändert, während die seitlichen Luftleitbleche weiterhin bereits auf Höhe der Vorderräder angebracht sind. Die Seitenkästen sind hingegen neu gestaltet und erinnern an die des Ferrari SF70H. Der Lufteinlass über dem Cockpit ist gegenüber dem Vorgängermodell deutlich verändert, er ist nicht mehr dreieckig, sondern oval. Der Heckflügel ist weiterhin an zwei Streben befestigt, wohingegen die meisten Konkurrenzfahrzeuge bereits im Vorjahr nur eine zentrale Halterung hatten.

## Lackierung und Sponsoring
Der VF-18 ist überwiegend in Grau, Schwarz und Rot lackiert.
Haas Automation, das Unternehmen von Teambesitzer Gene Haas, wirbt auf den Seitenkästen und dem Heckflügel, der Schweizer Uhrenhersteller Richard Mille seitlich auf dem Monocoque und der Windkanalbetreiber Windshear auf den Frontflügeln.

## Fahrer
Haas tritt in der Saison 2018 erneut mit den Fahrern Romain Grosjean und Kevin Magnussen an.

## Ergebnisse
| Fahrer                          | Nr.                             | 1   | 2  | 3  | 4   | 5   | 6  | 7  | 8  | 9 | 10  | 11 | 12 | 13 | 14  | 15 | 16 | 17  | 18  | 19 | 20 | 21 | Punkte | Rang |
| ------------------------------- | ------------------------------- | --- | -- | -- | --- | --- | -- | -- | -- | - | --- | -- | -- | -- | --- | -- | -- | --- | --- | -- | -- | -- | ------ | ---- |
| Formel-1-Weltmeisterschaft 2018 | Formel-1-Weltmeisterschaft 2018 |     |    |    |     |     |    |    |    |   |     |    |    |    |     |    |    |     |     |    |    |    | 93     | 5.   |
| R. Grosjean                     | 08                              | DNF | 13 | 17 | DNF | DNF | 15 | 12 | 11 | 4 | DNF | 6  | 10 | 7  | DSQ | 15 | 11 | 8   | DNF | 16 | 8  | 9  | 93     | 5.   |
| K. Magnussen                    | 20                              | DNF | 5  | 10 | 13  | 6   | 13 | 13 | 6  | 5 | 9   | 11 | 7  | 8  | 16  | 18 | 8  | DNF | DSQ | 15 | 9  | 10 | 93     | 5.   |

| Legende  | Legende            | Legende                                                          |
| Farbe    | Abkürzung          | Bedeutung                                                        |
| -------- | ------------------ | ---------------------------------------------------------------- |
| Gold     | –                  | Sieg                                                             |
| Silber   | –                  | 2. Platz                                                         |
| Bronze   | –                  | 3. Platz                                                         |
| Grün     | –                  | Platzierung in den Punkten                                       |
| Blau     | –                  | Klassifiziert außerhalb der Punkteränge                          |
| Violett  | DNF                | Rennen nicht beendet (did not finish)                            |
| Violett  | NC                 | nicht klassifiziert (not classified)                             |
| Rot      | DNQ                | nicht qualifiziert (did not qualify)                             |
| Rot      | DNPQ               | in Vorqualifikation gescheitert (did not pre-qualify)            |
| Schwarz  | DSQ                | disqualifiziert (disqualified)                                   |
| Weiß     | DNS                | nicht am Start (did not start)                                   |
| Weiß     | WD                 | zurückgezogen (withdrawn)                                        |
| Hellblau | PO                 | nur am Training teilgenommen (practiced only)                    |
| Hellblau | TD                 | Freitags-Testfahrer (test driver)                                |
| ohne     | DNP                | nicht am Training teilgenommen (did not practice)                |
| ohne     | INJ                | verletzt oder krank (injured)                                    |
| ohne     | EX                 | ausgeschlossen (excluded)                                        |
| ohne     | DNA                | nicht erschienen (did not arrive)                                |
| ohne     | C                  | Rennen abgesagt (cancelled)                                      |
| ohne     | keine WM-Teilnahme |                                                                  |
| sonstige | P/fett             | Pole-Position                                                    |
| sonstige | 1/2/3/4/5/6/7/8    | Punktplatzierung im Sprint-/Qualifikationsrennen                 |
| sonstige | SR/kursiv          | Schnellste Rennrunde                                             |
| sonstige | *                  | nicht im Ziel, aufgrund der zurückgelegten Distanz aber gewertet |
| sonstige | ()                 | Streichresultate                                                 |
| sonstige | unterstrichen      | Führender in der Gesamtwertung                                   |